# Uair
Uair (Air Euroamerica SA) – niedziałające już urugwajskie linie lotnicze z siedzibą w Montevideo, obsługujące regionalne połączenia do Argentyny oraz Brazylii.
Uair rozpoczął działalność w 2003 by 2005 ją zakończyć.
Samoloty Uair latały do Córdoby, Rosario oraz Kurytyby.
Flotę linii Uair stanowiły dwie maszyny Fokker 100.